# 高迪爾島
64°50′S 63°30′W / 64.833°S 63.500°W

高迪爾島（Goudier Island）是南極洲的島嶼，位於帕默群島，長0.22公里、寬0.12公里，處於溫克島朱格拉角以北0.1公里，由法國的探險隊發現，以該次探險隊船隻的輪機長命名。